# Shamus O'Brien (film, 1912)
Pour les articles homonymes, voir Shamus O'Brien.
Shamus O'Brien est un film muet américain réalisé par Otis Turner et sorti en 1912.

## Fiche technique
- Réalisation : Otis Turner
- Scénario : Herbert Brenon, d'après le poème de Sheridan Le Fanu
- Producteur : Carl Laemmle
- Dates de sortie : 
  -  États-Unis : 14 mars 1912

## Distribution
- King Baggot : Shamus O'Brien
- Vivian Prescott : Aileen Brennan
- William Robert Daly : Michael O'Farrel
- Augustus Balfour : le Père Malone
- William E. Shay : Capitaine R. MacDonald
- Herbert Brenon : Tim Mooney
- Rolinda Bainbridge : Mrs O'Brien